# Renos Doweiya
Jalon Renos Doweiya (* 16. November 1983) ist ein nauruischer Gewichtheber.

## Karriere
Doweiya wurde bei den Commonwealth Games 2002 in Manchester in der Klasse bis 77 Kilogramm Dritter; nachdem der indische Sieger Satheesha Rai wegen Dopings disqualifiziert wurde, erhielt Doweiya im Stoßen und Zweikampf die Silbermedaille. Bei den Commonwealth Games 2006 in Melbourne erreichte der Nauruer den 10. Rang in der Gewichtsklasse bis 69 Kilogramm. Außerdem gewann Doweiya zweimal die Ozeanienmeisterschaft bis 77 Kilogramm (2001, 2004).